# قصص
سوره قَصَص سوره ۲۸ از قرآن است و ۸۸ آیه دارد. این سوره مکی است و نام دیگرش «موسی و فرعون» است.
به فراخور کاربرد واژه «قَصَص» در آیه ۲۵، این سوره نیز «قَصص» نام گرفته‌است که به معنای «بازگویی سرگذشت» می‌باشد.
آیات ۳ تا ۴۶ این سوره به‌طور مفصّل به داستان موسی و فرعون و آیات پایانی آن نیز به داستان قارون می‌پردازد و به سرنوشت آنچه از دید مسلمانان، «شکیبایان نیکوکار و بدکاران گناهکار» دانسته می‌شود اشاره می‌کند.
اگر چه در سی و چهار سوره از سوره‌های قرآن به گونه‌ای از داستان موسی و فرعون سخن رفته ولی تنها در این سوره است که به بازگویی مفصل این داستان توجّه شده‌است.